# Spedizione Balmis

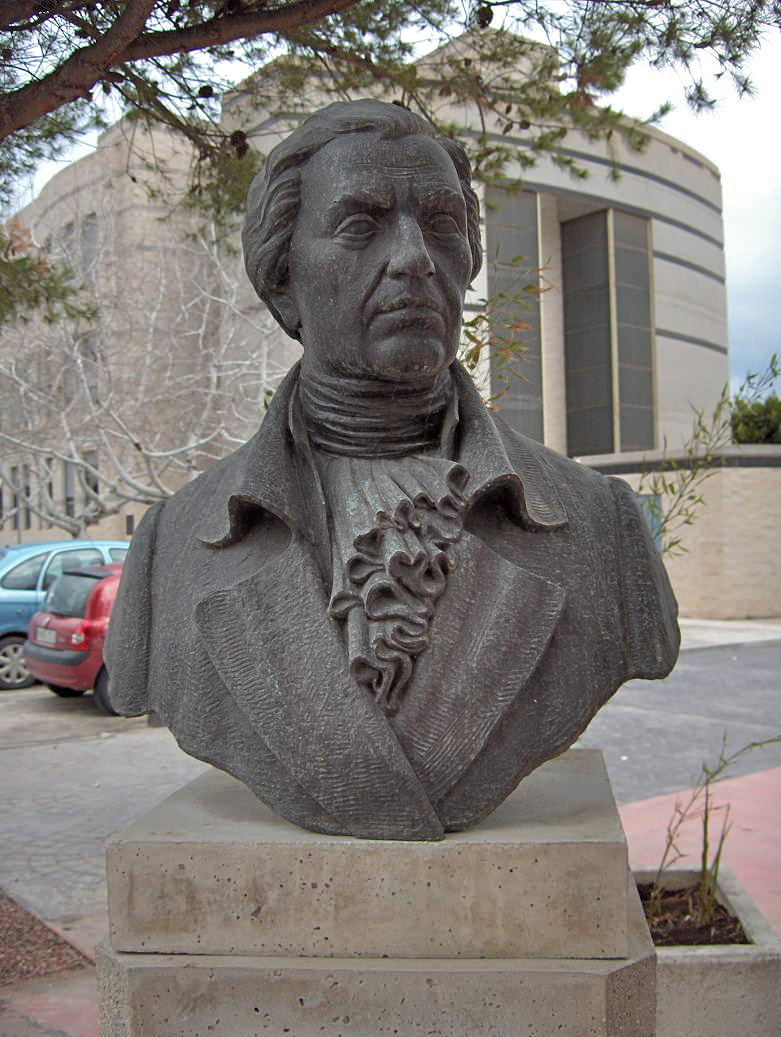
Busto di Francisco Javier Balmis all'interno della Facoltà di medicina della Universidad Miguel Hernández de Elche di Sant Joan d'Alacant

La spedizione Balmis fu una missione durata tre anni, condotta nelle Americhe da Francisco Javier de Balmis con l'obiettivo di distribuire migliaia di dosi di vaccino antivaioloso. Salpò da La Coruña il 30 novembre 1803. Può venir considerata la prima spedizione sanitaria internazionale della storia.
Re Carlo IV di Spagna appoggiò il suo medico reale Balmis, dato che sua figlia Maria Luísa aveva sofferto della malattia. La spedizione utilizzo la nave Maria Pita trasportando 22 ragazzi orfani (tra gli 8 e i 10 anni) quali portatori in vivo del vaccino, Balmis, un vice medico, due assistenti, due apprendisti di primo-soccorso, tre infermiere ed Isabel Zendal, che era a capo dell'orfanotrofio Casa de Expósitos di La Coruña.

## Il percorso

Percorso della spedizione.

La missione portò il vaccino presso le isole Canarie, in Porto Rico, Venezuela, Nuova Granada (attuale Colombia), Ecuador, Perù, Messico, Filippine e Cina. La nave trasportava anche strumenti scientifici e traduzioni dello Historical and Practical Treatise on the Vaccine scritto da Moreau de Sarthe per essere distribuito alle locali commissioni del vaccino che sarebbero state istituite.

### Portorico
La popolazione locale era già stata vaccinata grazie alla medicina presa presso la colonia danese di Saint Thomas.

### Venezuela
La spedizione si divise presso La Guaira in Venezuela.
- Balmis si diresse a Caracas e, in seguito, a L'Avana. Il poeta Andrés Bello dedicò un'ode a Balmis.
- José Salvany, vice medico, si diresse verso la Nuova Granada e il vicereame del Perù ( Ecuador, Perù, Cile e Bolivia). Ci mise sette anni e la fatica lo uccise a Salvany (Cochabamba, 1810).

### Messico (1805)
Dal Messico Balmis prelevò 25 orfani per poter mantenere attivo il vaccino durante la traversata del Pacifico.

### Filippine

Percorso della spedizione a l'Asia.

Qui ricevettero aiuto dalla Chiesa. Balmis rispedì in Messico buona parte della spedizione, proseguendo poi per la Cina.

### Cina
Balmis approdò a Macao, da dove partì per raggiungere Canton.

### Ritorno
Durante il ritorno in Spagna, Balmis convinse le autorità di Sant'Elena (1806) a prendere il vaccino.
Lo stesso scopritore del vaccino, Edward Jenner, scrisse: "non credo che gli annali storici forniscano un esempio di filantropia altrettanto nobile, ed altrettanto imponente".

### Racconto finale
Julia Alvarez scrisse un racconto romanzato della spedizione vista dalla prospettiva dell'unico membro femminile della missione, e lo intitolo' Saving the World.